# Dalbergieae
Dalbergieae és una tribu de plantes angiospermes que pertany a la subfamília faboideae dins de la família de les fabàcies.

## Gèneres
- Andira
- Cascaronia
- Centrolobium
- Dalbergia
- Fissicalyx
- Geoffroea
- Grazielodendron
- Hymenolobium
- Machaerium
- Maraniona
- Paramachaerium
- Platymiscium
- Platypodium
- Pterocarpus
- Ramorinoa
- Tipuana
- Vatairea
- Vataireopsis